# Gut Flegessen

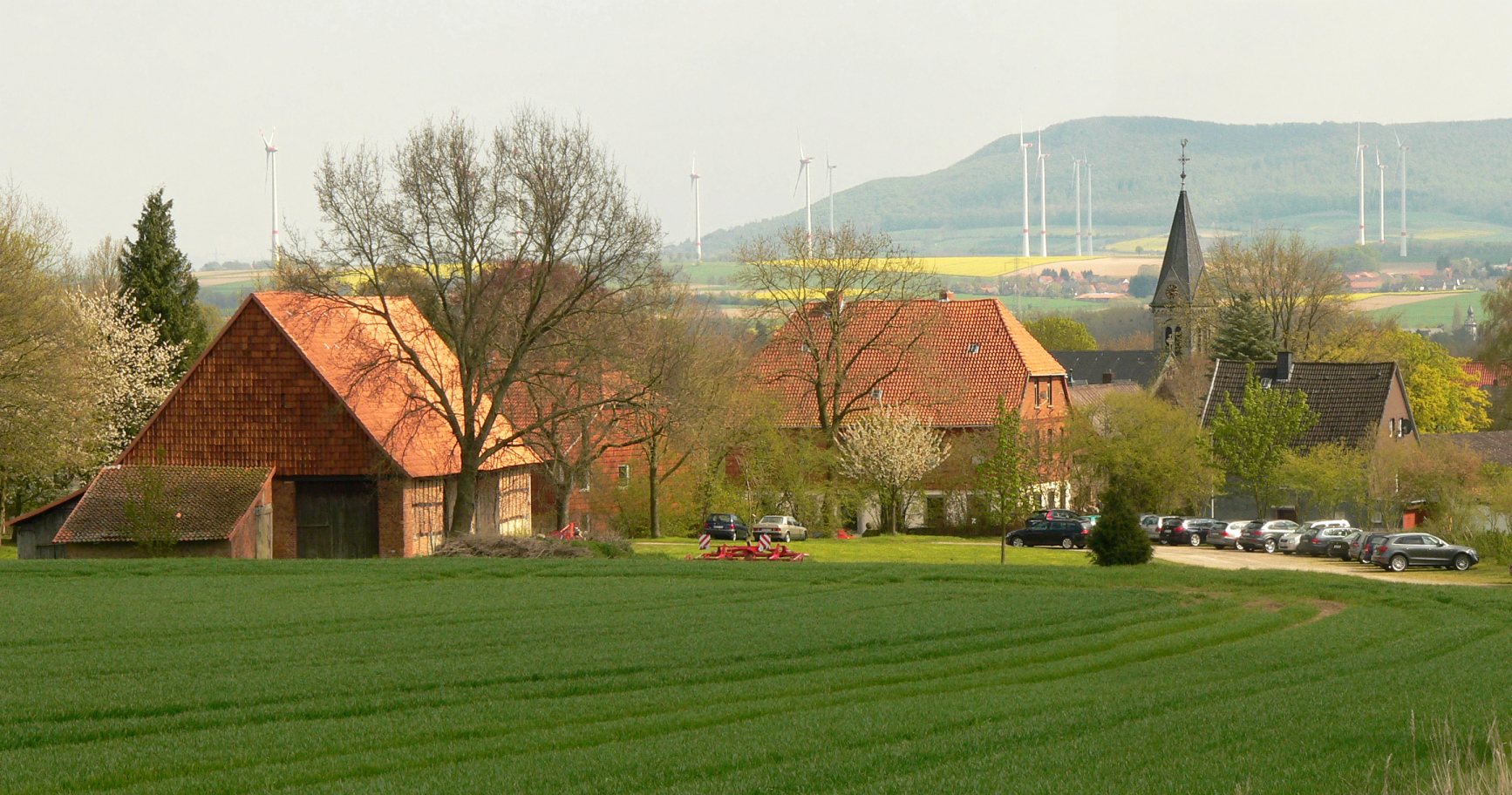
Blick vom Süntelhang auf das Gut Flegessen, im Hintergrund der Ith

Das Gut Flegessen ist ein ehemaliger Gutshof in Flegessen, einem Ortsteil der Stadt Bad Münder am Deister im Landkreis Hameln-Pyrmont in Niedersachsen. Das um das 13. Jahrhundert entstandene Gut wird heute als Landwirtschaftsbetrieb und Hofcafé genutzt.

## Beschreibung

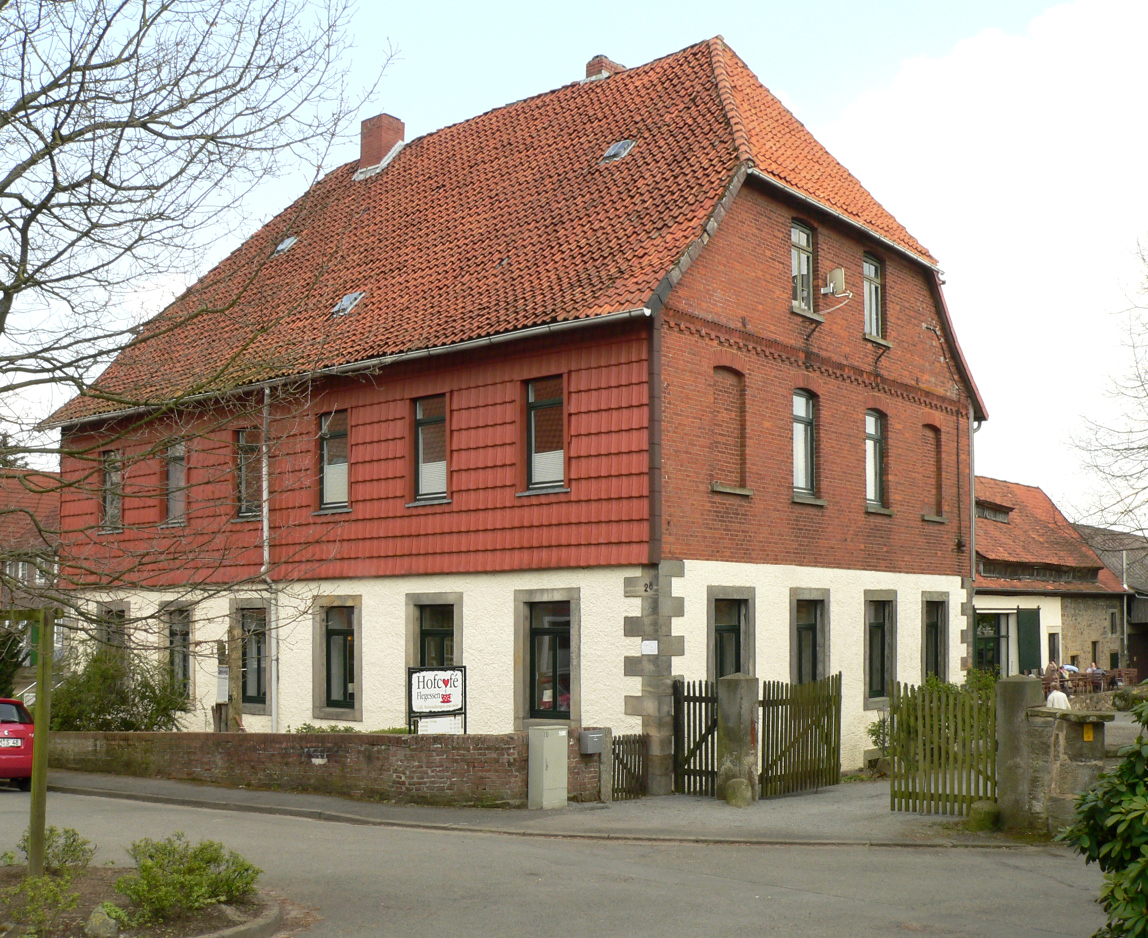
Das Gutshaus

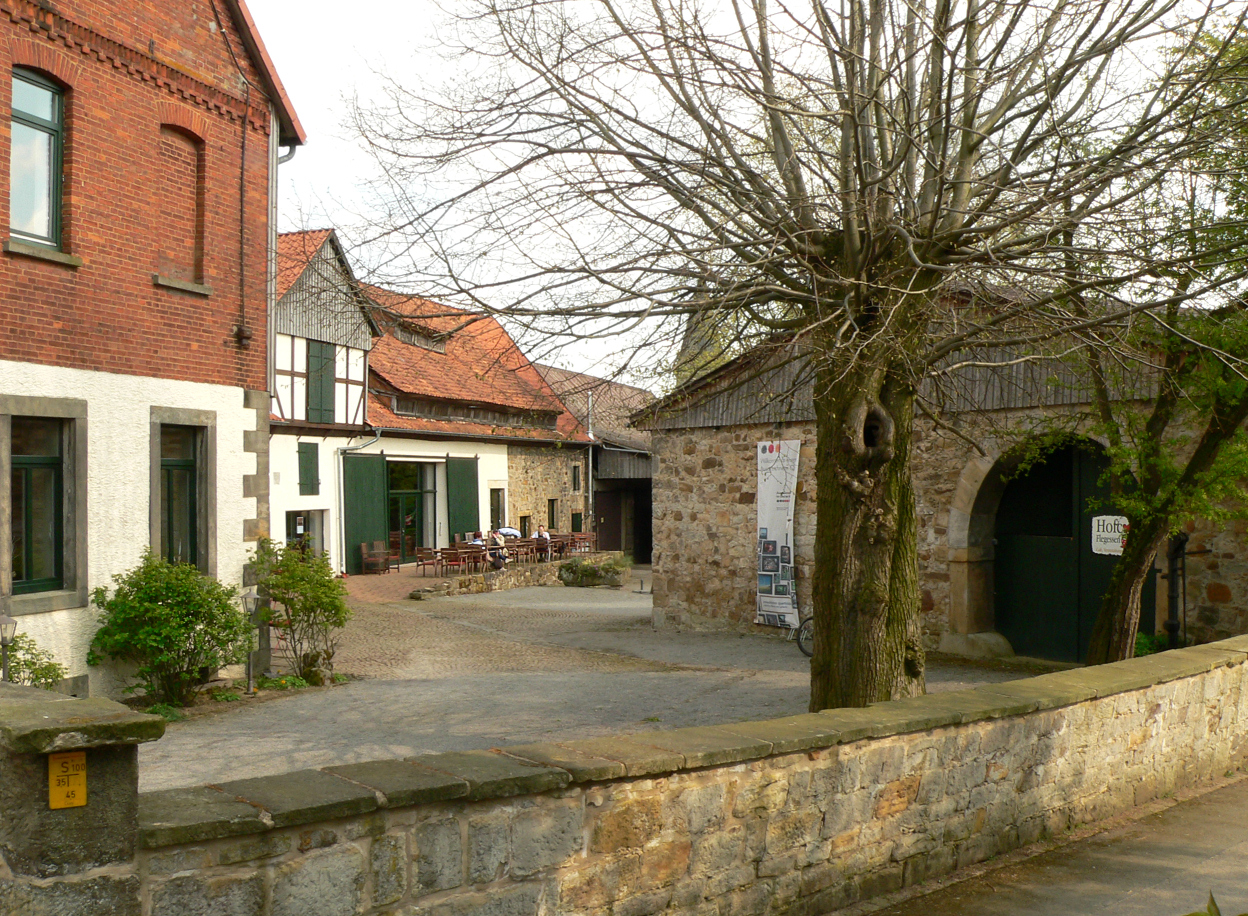
Der Hof des Gutes mit dem Hofcafé

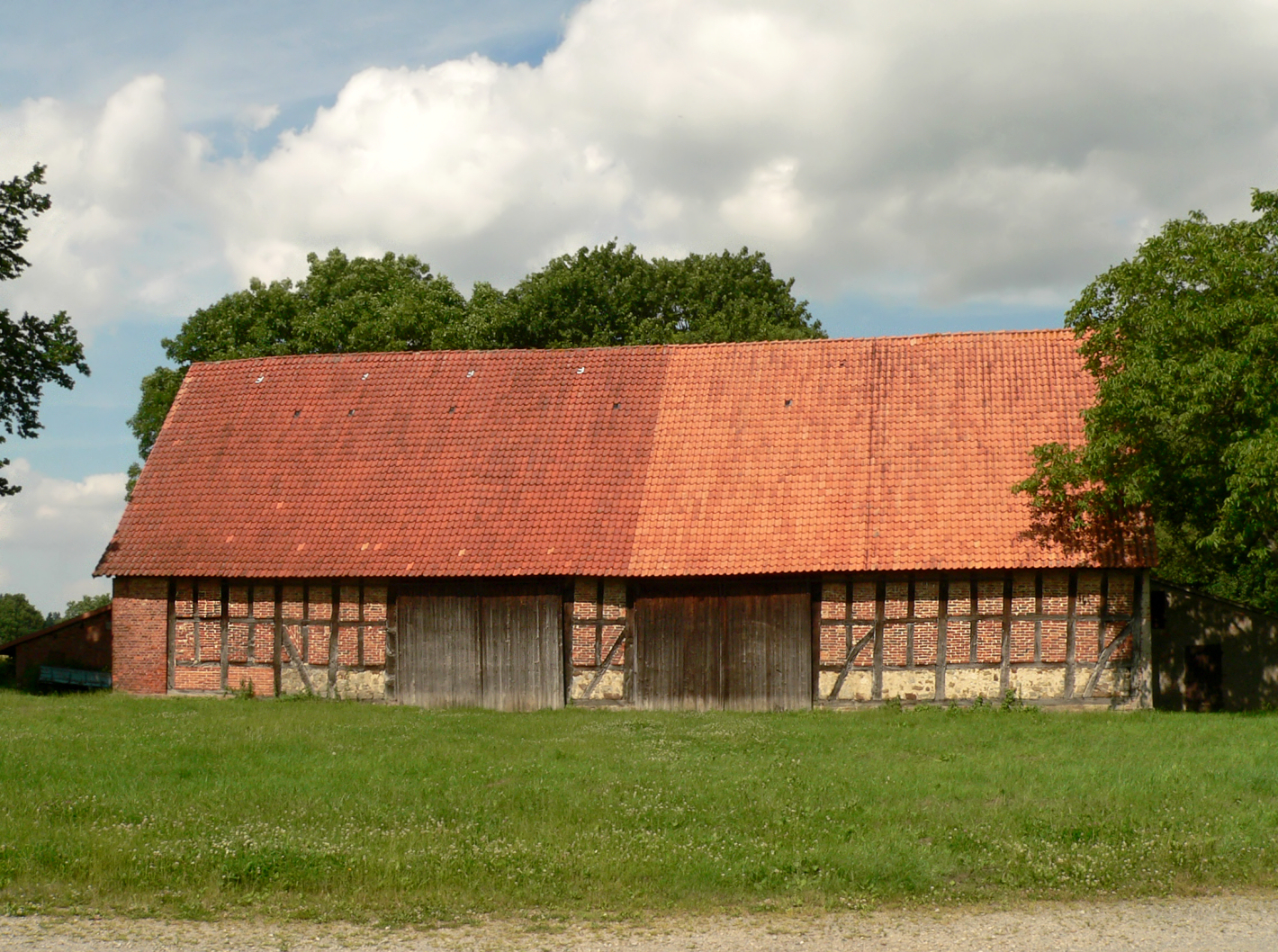
Scheune des Gutshofes

Der Gutshof besteht aus dem Gutshaus und mehreren landwirtschaftlichen Nutzgebäuden, die in Dreiecksform angeordnet sind. Das Gutshaus wurde Ende des 18. Jahrhunderts an der Stelle erbaut, an der sich im Dorf das erste Feste Haus aus dem 14. oder 15. Jahrhundert befand. Erbauer des im 18. Jahrhundert entstandenen Gutshauses war Jobst Wilhelm Freiherr von Kipe, der das Gut von seinem Vater geerbt hatte. Das Allianzwappen derer von Kipe und derer von Steinberg befindet sich am Gutshaus sowie am Schloss Hasperde.

## Geschichte
Die Ursprünge des Gutes liegen im 13. Jahrhundert, als das Bonifatiusstift Hameln Ländereien in Flegessen besaß, das damals zum Fürstentum Calenberg gehörte. Da das Stift 1229 durch den Verkauf an den Bischof von Minden überging, gehörten auch das Gut und der Ort Flegessen dem neuen Grundherrn. Durch einen weiteren Verkauf im Jahr 1275 wurde das Kloster Barsinghausen neuer Eigentümer von Gut und Ort. Im 14. Jahrhundert gehörte das Gut verschiedenen Adelsfamilien. 1427 wurde es an das Kloster Wittenburg verkauft. Für das Gut bildete sich der Begriff Mönchshof heraus, da Mönche und Laienbrüder des Klosters die Ländereien des Gutes bewirtschafteten. 1462 wurde eine Flurbereinigung vorgenommen.
Als 1580 der Braunschweiger Herzog Heinrich Julius von Braunschweig und Lüneburg das Kloster Wittenburg beanspruchte, ging auch das Gut an ihn über. Er schenkte es seiner Ehefrau Elisabeth von Dänemark. Nach dem Tod des Herzogs 1613 verkaufte Elisabeth das Gut an den Juristen Lorenz Berkelmann, der in ihren Diensten stand. Bodo Wilhelm Freiherr von Kipe (1644–1700) erwarb am 5. Februar 1675 die Güter Schloss Hasperde und Flegessen.
Bis 1805 stand das Gut im Besitz der Familien von Kipe und von Steinberg. 1869 wurde Otto I., Freiherr von Hake, Besitzer, später ging das Gut an seinen Sohn Otto II. über. Ab 1892 wurde das Gut an Ludwig Werner verpachtet, dessen gleichnamiger Sohn das Gut 1930 erwarb. Derzeit (2015) steht das Gut in dritter Generation im Besitz der Familie Werner, die es 1997 verpachtete. 2006 wurde im Gutshaus und dem angrenzenden früherem Stallgebäude ein Hofcafé eingerichtet, das auch für kulturelle Veranstaltungen genutzt wird. Das Café wird von der Dorfgemeinschaft aus Flegessen getragen, die mehrfach für ihr starkes ehrenamtliches Engagement ausgezeichnet wurde.